# Heckler & Koch MP5K
La Heckler & Koch MP5k è una pistola mitragliatrice derivata dall'Heckler & Koch MP5.

## Storia
Venne introdotta nel 1976, il nome MP5K deriva dalla presenza della K (K dal tedesco Kurz = "corto").

Fu introdotto nel 1976 per soddisfare le richieste di vari corpi speciali di polizia e dell'esercito di un'arma compatta facilmente trasportabile e occultabile e che avesse una buona potenza di arresto.
Venne progettata per l'utilizzo ravvicinato, donde le minori dimensioni che rendono l'arma più facilmente trasportabile e nascondibile. Per questo motivo è stata ed è ancora oggi ampiamente utilizzata dalle forze speciali di tutto il mondo, ma anche da gruppi terroristici e criminali.

## Caratteristiche
L'arma è lunga solo 325 mm, e come caratteristica fondamentale si nota l'assenza di un calcio da spalla. Inoltre la canna e la leva di armamento sono stati accorciati. Spesso viene utilizzato con l'aggiunta di un'impugnatura anteriore aggiuntiva (cosiddetta foregrip) usato per sostituire il guardamano standard.
L'impugnatura verticale anteriore ha lo scopo di ridurre l'alzo della canna e favorire il fuoco automatico, e può essere anche portato occultato sotto i vestiti in una speciale custodia-fondina. Inoltre ne è stata realizzata anche una versione senza mirino diottrico e superficie superiore liscia, più pratica da estrarre.

## Versioni
È prodotto anche in Iran e Turchia, su licenza della Heckler & Koch, in quattro versioni diverse: MP5K, MP5KA4, MP5KA1, MP5KA5: le prime due varianti dispongono di un mirino metallico (un tamburo rotante con intaglio), mentre le ultime due posseggono una semplice tacca di mira.

L'MP5K ha tuttavia mantenuto la capacità di utilizzare ottiche attraverso l'uso di un adattatore.
Ne venne prodotta anche una versione per utilizzo civile, nota anche come SP89, che aveva un foregrip con un guarda-muso al posto della presa verticale.
Nel 1991 ne venne prodotta un'ulteriore versione denominata MP5K-PDW (ove PDW sta per Personal Defense Weapon), sviluppato dalla HK USA nel 1991, pensato per i piloti della United States Air Force, che ha mantenuto le dimensioni compatte del MP5K, ma con alcune caratteristiche dell'MP5A2.

Può montare un silenziatore e un mirino laser, ed utilizza un calcio da spalla pieghevole lateralmente.